# Pterocerina plurifurcata
Pterocerina plurifurcata é uma espécie de mosca ulita ou do tipo foto-asa do gênero Pterocerina, da superfamília Tephritidae e da família Ulidiidae.
A espécie encontra-se distribuída na Argentina.
A Pterocerina plurifurcata foi descrita pela primeira vez em 1938, por Blanchard.